# Pyrulofusus deformis
Pyrulofusus deformis, tên tiếng Anh: warped whelk, là một loài ốc biển, là động vật thân mềm chân bụng sống ở biển trong họ Buccinidae.